# Gesneria vernicosa
Gesneria vernicosa là một loài thực vật có hoa trong họ Tai voi. Loài này được (Urb. & Ekman) Wiehler mô tả khoa học đầu tiên năm 1983.